# فوروتينيتس
فوروتينيتس (بالروسية: Воротынец) هي مدينة في مقاطعة نيجني نوفغورود أوبلاست في روسيا.